# Fratello (Marvel Comics)
I Fratelli (Kindreds) o semplicemente Fratello (Kindred) il cui vero nome è Gabriel "Gabe" Stacy, noto come Goblin Grigio (Grey Goblin), è un personaggio dei fumetti Marvel Comics creato da J. Michael Straczynski e Mike Deodato Jr.. La sua prima apparizione è in Amazing Spider-Man n. 509 (agosto 2004). È stato creduto a lungo uno dei due figli gemelli di Gwen Stacy e Norman Osborn, alias Goblin e compare per la prima volta, insieme alla sorella Sarah, durante l'arco di storie Peccati dal passato. La sua vera origine di clone controllato dalla versione artificiale di Harry Osborn e Mephisto è stata rivelata 17 anni dopo, durante l'evento Sinister War. 

## Storia editoriale
In origine Gabriel e Sarah dovevano essere figli di Peter Parker, ma la dirigenza Marvel, spaventata dall'idea che due figli potessero invecchiare il personaggio, modificò l'idea e scelse il suo nemico Norman Osborn. Questo aspetto è stato modificato in seguito anche a causa delle numerose polemiche che la storia provocò dopo la sua uscita, suscitando le ire dei fan che non accettarono lo stravolgimento del personaggio di Gwen Stacy, resa una donna infedele vittima del fascino di un uomo malvagio e viscido come Norman Osborn.

## Biografia del personaggio

### Peccati del passato
Durante l'arco di storie Peccati dal passato è emerso che Norman Osborn molti anni prima, ebbe un rapporto sessuale clandestino con Gwen Stacy, al tempo fidanzata di Peter Parker. Gwen diede alla luce due gemelli: Sarah e Gabriel, che Osborn aveva cresciuto con sé durante il suo esilio segreto in Europa.
In pochissimi anni i giovani maturarono completamente grazie al siero di Goblin che scorreva nelle loro vene. Ritornati negli Stati Uniti si recarono a cercare Peter Parker, che credevano essere il loro vero padre. Gabriel e sua sorella lo attaccarono al cimitero dov'era sepolta Gwen, ma Peter riuscì a scappare aggrappandosi a un camion. Venne raggiunto sul ponte di Brooklyn, il luogo della morte di Gwen, dove cercò di spiegare la verità ai due ragazzi. Durante un nuovo scontro, in cui intervenne anche la polizia, Sarah venne ferita e salvata in seguito dall'Uomo Ragno. Gabriel, invece, fuggì per mare e raggiunse una base segreta di proprietà di Osborn, per confrontarsi nuovamente con il suo presunto padre.
Ma, dopo aver eseguito un test del DNA la verità venne rivelata: il padre dei gemelli è Norman Osborn. Sarah accettò la cosa, ma Gabriel sentì la responsabilità di continuare il cammino di suo padre Norman, ritenendo Peter l'assassino di sua madre. Gabriel scoprì la verità e, tramite un video, ricevette da Osborn l'ordine di iniettarsi il siero di Goblin per rafforzare la propria agilità e forza e per bloccare la crescita rapida. Vestì allora i panni del Goblin Grigio e affrontò l'Uomo Ragno. Gabriel arrivò all'ospedale dove era ricoverata Sarah e attaccò l'Uomo Ragno che aveva donato il sangue a sua sorella per salvarla. Lo scontro proseguì sul tetto dell'edificio e Gabriel venne colpito dalla sorella, perdendo il controllo dell'aliante. L'esplosione di quest'ultimo provocò un violento colpo e Gabriel cadde in mare, privo di sensi. Venne in seguito ritrovato sulla spiaggia da una famiglia in vacanza e il padre gli domandò il suo nome. Gabriel però aveva perso completamente la memoria.

### Kindred e Sinister War
L'intera origine di Gabriel e Sarah è stata modificata in Sinister War, quando è stato rivelato che i due gemelli non sono in realtà figli di Gwen Stacy, ma esseri mutanti creati in laboratorio dalla versione Artificiale del defunto Harry Osborn e l'ex collega di Norman Osborn, Mendel Stromm. Infatti, la versione IA di Harry Osborn aveva architettato un piano per vendicarsi del padre facendogli credere di aver sedotto Gwen Stacy e aver finalmente ottenuto gli eredi da sempre desiderati. Questi ultimi erano stati, in realtà, creati in laboratorio e morivano continuamente non a causa del DNA di Osborn, ma per problemi nella clonazione. Con l'aiuto di Mysterio e Camaleonte, quindi, Norman Osborn e Mary Jane Watson vennero ipnotizzati e convinti di questa relazione clandestina fra la bionda e lo stesso Osborn, in realtà mai accaduta. I due gemelli sono stati poi utilizzati dalla versione IA di Harry Osborn come corpi per ospitare la coscienza del demone Kindred, ovvero la proiezione infernale dello stesso Harry Osborn deceduto durante l'arco narrativo Nemici del cuore.  Una volta scoperta la vera natura dei gemelli, Norman Osborn provò a far ragionare i due che, nel frattempo, si erano rivelati come i Kindred che avevano perseguitato Peter e lo stesso Norman negli ultimi mesi. Dopo un feroce scontro con Spider-Man e il nuovo Harry Osborn (anch'egli rivelatosi un clone), quest'ultimo venne ucciso dai gemelli. Tuttavia, nel frattempo Mephisto aveva perso la sua partita contro il Dottor Strange, venendo costretto a sopprimere i due, a cui aveva donato vita eterna fermando il processo di deterioramento del loro corpo. Crollati a terra senza vita, vennero pianti da Peter Parker, che aveva ormai compreso come i due fossero stati manovrati e comandati per la loro intera esistenza.

## Poteri e abilità
Il siero elaborato da Osborn conferisce a chi lo utilizza forza, agilità e riflessi sovrumani e un fattore di guarigione straordinario. Con la sua forza Gabriel è in grado di tener testa all'Uomo Ragno quindi sarebbe in grado di sollevare 10 tonnellate. La sua crescita rapida viene temporaneamente bloccata da Mephisto, una volta raggiunta la sua versione finale.

### Armi
Le armi usate da Goblin Grigio sono un aliante su cui si muove in aria e bombe zucca, shuriken a forma di pipistrello e vari attrezzi tecnologici tutti di sua invenzione, oltre che prodotti allucinogeni, che tiene solitamente in una borsa. I suoi guanti gli conferiscono la capacità di sparare scariche di scintille elettriche stordenti.